# Thelma Mothershed Wair

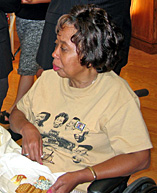
Thelma Mothershed Wair bei der Briefmarkenvorstellung 2005

 Thelma Mothershed-Wair  (* 29. November 1940 in Bloomburg, Texas; † 19. Oktober 2024 in Little Rock, Arkansas) war eine US-amerikanische Aktivistin. Sie war das älteste Mitglied der „Little Rock Nine“, einer Gruppe amerikanischer Schüler, die als erste Afroamerikaner die Little Rock Central High School besuchten.

## Leben und Werk
Thelma Mothershed Wair wurde als Thelma Mothershed als Tochter von fünf Kindern von Arlevis Leander Mothershed und Hosanna Claire Moore Mothershed aus Little Rock, Arkansas, geboren. Sie besuchte die Dunbar Junior High und die Horace Mann High School. Anschließend schrieb sie sich 1957 an der ehemals rein weißen Little Rock Central High School ein.
Mothershed-Wair war ein Mitglied der Little Rock Nine, einer Gruppe afroamerikanischer Schüler, die mit der Integration oder Aufhebung der Rassentrennung aller weißen Schulen in Little Rock begannen. Der damalige Bürgermeister von Little Rock, Woodrow Wilson Mann, stellte Militärwachen auf, um diese neun Schüler zur Schule und zurück sowie zwischen den Klassen zu eskortieren. In dem Versuch, die Aufhebung der Rassentrennung an dieser Schule zu verhindern, wurde ein „verlorenes Jahr“ eingeführt, so dass einige Schüler auf der Strecke blieben, es sei denn, sie konnten zusätzliche Kurse belegen. Der Gouverneur von Arkansas Orval Faubus schloss im folgenden Jahr alle High Schools in Little Rock, um eine Integration zu verhindern. Mothershed-Wair belegte deshalb Fernkurse und besuchte die Sommerschule in St. Louis, Missouri, um die erforderlichen Credits für einen Abschluss zu erwerben, den sie von der Central High School per Post erhielt. Diese ursprünglichen neun Schüler führten schließlich zur Aufhebung der Rassentrennung an allen öffentlichen Schulen in der Region.
Mothershed-Wair erwarb 1964 ihren Bachelor-Abschluss an der Southern Illinois University Carbondale und erhielt 1970 ihren Master-Abschluss  in Guidance and Counseling und 1972 ein Administrative Certificate in Education von der Southern Illinois University Edwardsville. Sie lehrte 28 Jahre lang Hauswirtschaft im East St. Louis School System, bevor sie 1994 in den Ruhestand ging. Sie wurde für diese Tätigkeit mit dem Outstanding Role Model Award der East St. Louis Top Ladies ausgezeichnet.
Nach ihrem Abschluss arbeitete sie im Jugendgefängnis in St. Clair County, Illinois, und als Ausbilderin für Frauen im Second Chance Shelter des amerikanischen Roten Kreuzes für Obdachlose. Während des Schuljahres 1989/90 wurde sie vom East St. Louis Chapter der Top Ladies of Distinction und den Mitarbeitern des Early Childhood-Pre Kindergarten des Distrikts 189 als herausragendes Vorbild geehrt. Sie erhielt auch den National Humanitarian Award, die höchste Auszeichnung auf der National Convention of Top Ladies of Distinction, Inc. 2005 in Chicago. 2003 zog sie zurück in die Gegend von Little Rock.
Thelma Mothershed heiratete 1965 Fred Wair, mit dem sie einen Sohn bekam. Mothershed-Wair lebte bis zuletzt in ihrer Heimatstadt Little Rock.
In dem amerikanischen Dokumentarfilm Nine from Little Rock aus dem Jahr 1964, bei dem Charles Guggenheim Regie führte, spielt Mothershed sich selbst.

## Anerkennungen und Ehrungen

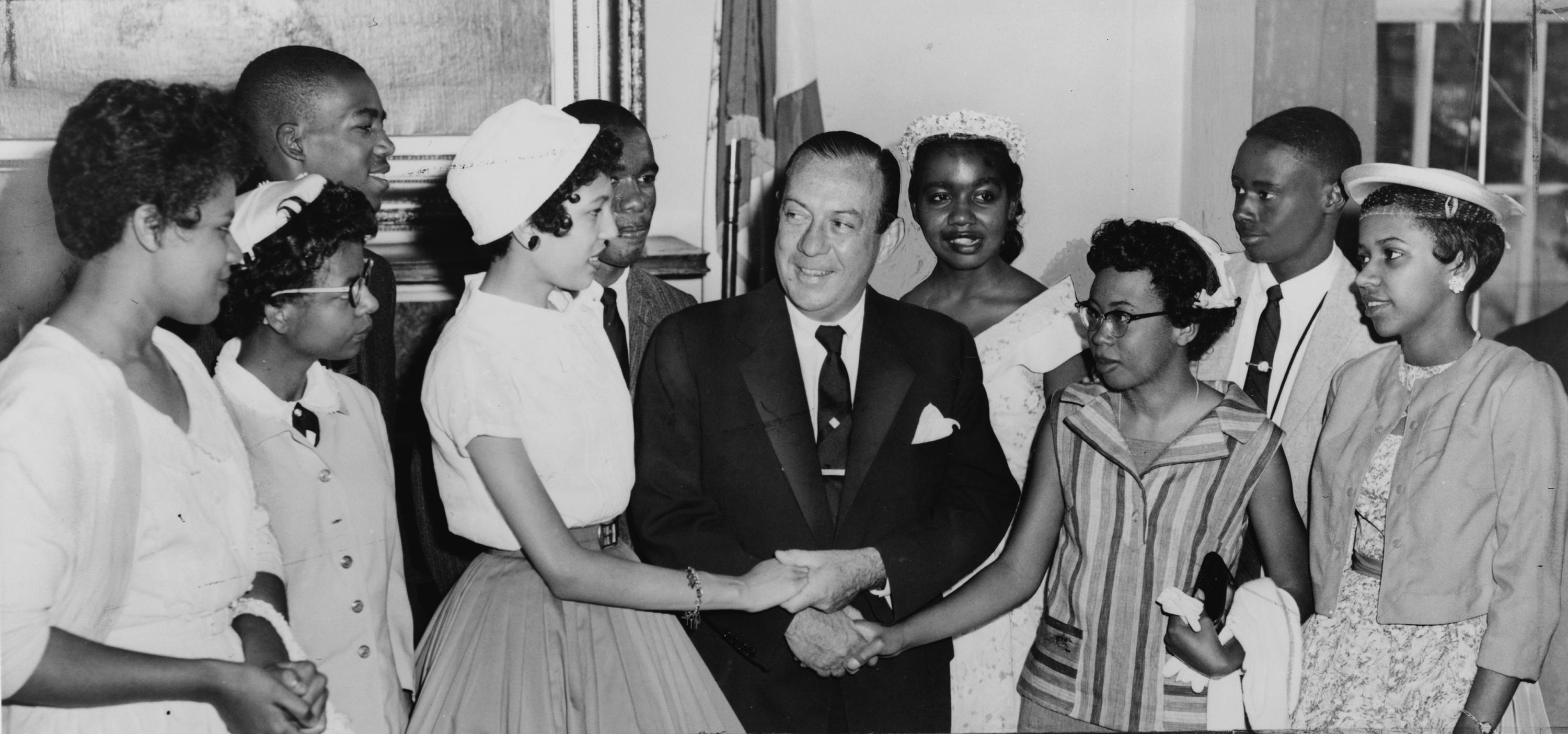
New Yorks Bürgermeister Robert Wagner begrüßt die Jugendlichen, die die Central High School, Little Rock, Arkansas integriert haben. / World Telegram Foto von Walter Albertin. Im Bild, vordere Reihe, von links nach rechts: Minnijean Brown, Elizabeth Eckford, Carlotta Walls LaNier, Bürgermeister Robert F. Wagner junior, Thelma Mothershed, Gloria Ray; hintere Reihe, von links nach rechts: Terrence Roberts, Ernest Green, Melba Pattilo, Jefferson Thomas, 1958

- 1958 erhielten sie und die Little Rock Nine die Spingarn Medal der National Association for the Advancement of Colored People (NAACP).
- 1998 wurde ihr und den anderen Mitgliedern der Little Rock Nine die Congressional Gold Medal verliehen.[5]
- 2005 wurde sie mit dem National Humanitarian Award der National Convention of Top Ladies of Distinction ausgezeichnet.
- 2005: Briefmarke des US Postal Service
- 2007 W.E.B. Du Bois Medal Recipient[6]
- 2015 erhielten sie und die anderen acht Mitglieder der Little Rock Nine den Lincoln Leadership Prize der Abraham Lincoln Presidential Foundation.[7][8]
- 2016 erhielt sie die Ehrendoktorwürde der Southern Illinois University.[9]